# Cristhian Árabe
Cristhian Alexis Árabe Pedrasa, noto semplicemente come Cristhian Árabe (Santa Cruz de la Sierra, 25 dicembre 1991), è un calciatore boliviano, centrocampista dell'Always Ready.

## Caratteristiche tecniche
È un mediano.

## Carriera

### Club
Ha collezionato oltre 70 presenze nella massima divisione boliviana con le maglie di Univ. Sucre ed Always Ready.

### Nazionale
Il 3 marzo 2019 ha debuttato con la nazionale boliviana giocando l'amichevole pareggiata 2-2 contro il Nicaragua.

## Statistiche
Statistiche aggiornate al 18 novembre 2020.

### Cronologia presenze e reti in nazionale
| Cronologia completa delle presenze e delle reti in nazionale ― Bolivia | Cronologia completa delle presenze e delle reti in nazionale ― Bolivia | Cronologia completa delle presenze e delle reti in nazionale ― Bolivia | Cronologia completa delle presenze e delle reti in nazionale ― Bolivia | Cronologia completa delle presenze e delle reti in nazionale ― Bolivia | Cronologia completa delle presenze e delle reti in nazionale ― Bolivia | Cronologia completa delle presenze e delle reti in nazionale ― Bolivia | Cronologia completa delle presenze e delle reti in nazionale ― Bolivia |
| Data                                                                   | Città                                                                  | In casa                                                                | Risultato                                                              | Ospiti                                                                 | Competizione                                                           | Reti                                                                   | Note                                                                   |
| ---------------------------------------------------------------------- | ---------------------------------------------------------------------- | ---------------------------------------------------------------------- | ---------------------------------------------------------------------- | ---------------------------------------------------------------------- | ---------------------------------------------------------------------- | ---------------------------------------------------------------------- | ---------------------------------------------------------------------- |
| 3-3-2019                                                               | Villa Tunari                                                           | Bolivia                                                                | 2 – 2                                                                  | Nicaragua                                                              | Amichevole                                                             | -                                                                      | 83’                                                                    |
| 9-10-2020                                                              | San Paolo                                                              | Brasile                                                                | 5 – 0                                                                  | Bolivia                                                                | Qual. Mondiali 2022                                                    | -                                                                      | 63’                                                                    |
| 13-10-2020                                                             | La Paz                                                                 | Bolivia                                                                | 1 – 2                                                                  | Argentina                                                              | Qual. Mondiali 2022                                                    | -                                                                      | 87’                                                                    |
| Totale                                                                 |                                                                        | Presenze                                                               | 3                                                                      |                                                                        | Reti                                                                   | 0                                                                      |                                                                        |